# مرتفعات ويذرنغ
مرتفعات ويذيرنغ (بالإنجليزية: Wuthering Heights) هي الرواية الوحيدة للكاتبة إيميلي برونتي. نشرت أول مرة عام 1847 تحت اسم مستعار هو ايليس بيل Ellis Bell. وقد أجرت أختها شارلوت برونتي تعديلات على الطبعة الثانية من الرواية بعد وفاة إيملي. أخذ اسم الرواية من عزبة في مروج يوركشاير وهي بلدة تاريخية في إنجلترا الشمالية (فكلمة ويذيرنغ في يوركشاير تعني الجو المتقلب). وتحكي هذه الرواية قصة الحب والشغف الذي يصل حد الامتلاك بين بطلة القصة كاثرين cathrine وهيثكليف Heathcliff، وكيف يصل بهما هذا الحب المحموم إلى تدميرهما وتدمير آخرين من حولهما.

## ملخص للرواية
تبدأ القصة بالسيد لوكوود الساكن جديد في ثراشكروس جرانج، وهو بيت كبير في مروج يوركشير، والذي استأجره من السيد هيثكليف، وهو مكان قريب من مرتفعات ويذرينغ. في أول يوم يقضي السيد لوكوود ليلته في بيت هيثكليف، يقابل كاثي زوجة ابن هثكلف وبنت كاثرين حبيبة هثكلف ويشاهد حلما مريعا : شبح كاثرين ايرنشو، يترجاه أن يسمح له بالدخول. يسأل السيد لووكود مدبرة المنزل السيدة نيللي دين، وهنا تبدأ أحداث القصة عن الثلاثين سنة الماضية على لسان المربية التي عاشرت هذه العائلة ورأت أجيالها المتعاقبة وعرفت طباعهم وكانت قريبة جدا منهم.

## شخصيات الرواية
- هيثكليف Heathcliff وهو بطل القصة. فتى يتيم يتبناه السيد إيرنشاو بعد أن يجده ضالا بلا مأوى. يقع في حب كاثرين إيرنشو لحد الجنون. لكنه يتزوج من إيزابيلا لينتون لينتقم من أخيها Edgar الذي تزوج كاثرين.
- كاثرين إيرنشاو Cathrine Earnshaw بطلة القصة، وأخت هيثكليف بالتبني. تقع في غرام هيثكليف. ذات شخصية فريدة في الأدب فهي أنانية وسريعة الغضب. تتزوج من ايدجار لينتون لنفوذه وثروته، لكن يبقى حب هيثكليف مسيطرا عليها.
- ايدجار لينتون Edgar Linton هو صديق كاثرين في أيام الطفولة ويتزوجها فيما بعد. شخصية إيدجار هي شخصية السيد الهادئ والراقي، يحب كاثرين بشدة ويعاني هو أيضا من حبه لها ومن صداقتها لهيثكليف.
- إيزابيلا لينتون Isabella Linton أخت ايدجار الصغرى. تقع في غرام هيثكليف وتخدع بشخصيته خاصة بعدما يعود غنيا بعد سنين غربة طويلة. يتزوجها هيثكليف فقط كي يحطمها هي وعائلتها. تستطيع في النهاية أن تهرب من المنزل وتعيش مع ابنها بعيدا عن الأخرى إلى أن تموت.
- هيندلي ايرنشاو Hindely Earnshaw هو أخو كاثرين وأخو هيثكليف بالتبني. يكره هيثكليف ويغار من حيازته على اهتمام والده بدلا عنه، ولا يتوقف عن القاء صنوف العذاب على هيثكليف وهو طفل. يتزوج من شخصية ثانوية في القصة هي فرانسيس وينجب ابنه الوحيد هارتون. يصبح سكيرا بعد وفاة زوجته ويخسر كثيرا من ثروته وحياته. لكن يأتي في النهاية هيثكليف ليسدد عنه ديونه ويسمح له بالبقاء في البيت امعانا في اذلاله.
- أيلين (أو نيللي) دين Ellen (Nelly) Dean هي مدبرة المنزل وراوية هذه القصة. تتنقل في فترة عملها بين ثراشكروس جرانج ومرتفعات ويذرينغ. تلم بكل الأحداث الأليمه التي تمر بها عائلتي لينتون وايرنشاو.
- لينتون هيثكليف Linton Heathcliff هو ابن هيثكليف وإيزابيلا التي ولدته بعد هروبها من زوجها. يعود إلى عائلته بعد وفاة أمه. يعيش تحت رحمة هيثكليف الذي يدفعه للزواج من كاثرين لينتون لكي ينال ثروتها.
- كاثرين لينتون Catherine Linton هي ابنة كاثرين ايرنشاو وإيدجار لينتون. تتوفى والدتها عند ولادتها. تعيش طفولة سعيدة نسبيا مع والدها دون أن تعرف أي شيء عن تاريخ أسرتها المظلم، إلى أن تقرر يوما أن تتجاوز الحدود التي فرضها عليها والدها وتتعرف بأسرة أيرنشاو. تظن أنها تقع في حب لينتون هيثكليف، لكنها سرعان ما تكتشف أنه كان يخادعها بأمر من والده. تتزوج منه مرغمة بعد حبسها وتهديدها. بعد وفاة زوجها تقع في حب هارتون إيرنشاو.
- هاريتون إيرنشاو Hareton Earnshaw ابن هيندلي وفرانسيس. يتبناه هيثكليف وعامله معاملة جيدة. يحب في نهاية القصة كاثرين إيرنشاو.
- جوزيف Joseph هو خادم عائلة إيرنشاو.
- السيد لوكوود Lockwood هو المستأجر الجديد لثراشكروس جرانج.
- فرانسيس إيرنشاو Frances Earnshaw زوجة هيندلي وأم هارتون، تموت عند الولادة.
- السيد كينيث Mr.Kenneth طبيب العائلة.

## شهرة الرواية
تعد هذه الرواية من أعمدة الأدب الإنجليزي، وقد حظيت باهتمام النقاد منذ صدورها لما فيها من مواقف القسوة المرعبة ذهنيا وجسديا. ورغم أن رواية أختها شارلوت برونتي جين أير كانت تعد أفضل ما كتبته الأخوات برونتي، إلا أن مرتفعات ويذرينغ اعتبرها النقّاد بعد ذلك انها الأفضل. بالإضافة لذلك فإن هذه الرواية ألهمت العديد من الأعمال الفنية بعد ذلك، بما فيها السينما والإذاعة والأغاني (من أشهرها أغنية بنفس الاسم للمغنية كايت بوش Kate Bush)، بالإضافة إلى الأوبرا والباليه.
في عام 1956 تم تحويلها إلى فيلم سينمائي حمل عنوان الغريب من إخراج فطين عبد الوهاب وكمال الشيخ وبطولة يحيى شاهين وماجدة وكمال الشناوي.